# Koochiching County
Das Koochiching County ist ein County im US-amerikanischen Bundesstaat Minnesota. Im Jahr 2020 hatte das County 12.062 Einwohner und eine Bevölkerungsdichte von 1,5 Einwohnern pro Quadratkilometer. Der Verwaltungssitz (County Seat) ist International Falls, das nach seiner Lage an den Koochiching Falls an der Grenze zu Kanada benannt wurde.
Ein Teil der Bois Forte Reservation liegt im Koochiching County.

## Geografie
Das County liegt im Norden von Minnesota und wird durch den Rainy Lake und dessen Abfluss, den Rainy River, von Kanada getrennt. Es hat eine Fläche von 8170 Quadratkilometern, wovon 135 Quadratkilometer Wasserfläche sind. Das Koochiching County grenzt an folgende Countys und Distrikte:
| Lake of the Woods County | Rainy River District (Ontario, Kanada) |                  |
|                          |                                        | St. Louis County |
| Beltrami County          | Itasca County                          |                  |

## Geschichte
Das Koochiching County wurde am 19. Dezember 1906 aus Teilen des Itasca County gebildet. Benannt wurde es nach dem indianischen Ausdruck für den Rainy River.
Ein Ort im Koochiching County hat den Status einer National Historic Landmark, die Kleinstadt Grand Mound. Zwölf Bauwerke und Stätten des Countys sind insgesamt im National Register of Historic Places eingetragen (Stand 29. Januar 2018).

## Demografische Daten
Nach der Volkszählung im Jahr 2010 lebten im Koochiching County 13.311 Menschen in 6194 Haushalten. Die Bevölkerungsdichte betrug 1,7 Einwohner pro Quadratkilometer. In den 6194 Haushalten lebten statistisch je 2,11 Personen.
Ethnisch betrachtet setzte sich die Bevölkerung zusammen aus 94,6 Prozent Weißen, 0,8 Prozent Afroamerikanern, 2,4 Prozent amerikanischen Ureinwohnern, 0,4 Prozent Asiaten sowie aus anderen ethnischen Gruppen; 1,7 Prozent stammten von zwei oder mehr Ethnien ab. Unabhängig von der ethnischen Zugehörigkeit waren 1,2 Prozent der Bevölkerung spanischer oder lateinamerikanischer Abstammung.
20,7 Prozent der Bevölkerung waren unter 18 Jahre alt, 59,8 Prozent waren zwischen 18 und 64 und 19,5 Prozent waren 65 Jahre oder älter. 50,0 Prozent der Bevölkerung war weiblich.

Das jährliche Durchschnittseinkommen eines Haushalts lag bei 41.135 USD. Das Pro-Kopf-Einkommen betrug 24.829 USD. 12,6 Prozent der Einwohner lebten unterhalb der Armutsgrenze.

## Ortschaften im Koochiching County
Citys
| - Big Falls - International Falls - Littlefork | - Mizpah - Northome - Ranier |

Unincorporated Communities
| - Birchdale - Central - Craigville - Ericsburg - Forest Grove - Frontier | - Gemmell - Grand Falls - Indus - Island View - Lindford - Loman | - Manitou - Margie - Pelland - Ray - Silverdale - Wildwood |

## Gliederung
Das Koochiching County besteht neben den sechs Citys aus sechs Unorganized Territories (UT):
| UT                       | Einwohner (2010) | FIPS     |
| ------------------------ | ---------------- | -------- |
| East Koochiching UT      | 355              | 27-17660 |
| Nett Lake UT             | 101              | 27-45277 |
| Northome UT              | 447              | 27-47131 |
| Northwest Koochiching UT | 463              | 27-47352 |
| Rainy Lake UT            | 4048             | 27-52990 |
| South Koochiching UT     | 189              | 27-61433 |